# 正木智也
正木 智也（まさき ともや、1999年11月5日 - ）は、東京都大田区出身のプロ野球選手（外野手、内野手）。右投右打。福岡ソフトバンクホークス所属。

## 経歴

### プロ入り前
大田区立池雪小学校2年生のときから軟式野球を始め、小学5年時に日本代表として台湾遠征を経験した。大田区立雪谷中学校在学時は硬式野球のクラブチームである世田谷西リトルシニアに所属。3年春の全国大会でベスト16に進出した。
慶應義塾高等学校に進学し、1年秋からベンチ入り。2年春から4番打者を務めた。高校時代は2年夏の神奈川大会準優勝が最高成績で、3年夏は準々決勝で世田谷西リトル時代にともにプレーした渡部遼人擁する桐光学園に敗れた。高校通算50本塁打。
慶應義塾大学に進学し、1年春からリーグ戦に出場。2年春からレギュラーとなり、同年秋の第50回明治神宮野球大会で優勝した。3年春から4番打者を務めた。4年春の第70回全日本大学野球選手権記念大会では2本塁打を記録しチームの34年ぶりとなる優勝に貢献。大会MVPを受賞した。
その後、2021年9月10日にプロ志望届を提出、同年10月11日のドラフト会議で、福岡ソフトバンクホークスから2位指名を受け、11月30日に契約金7000万円、年俸1200万円で入団に合意した（金額は推定）。背番号は31。担当スカウトは山本省吾。

### ソフトバンク時代
2022年、春季キャンプをA組（一軍）で迎えたが、キャンプ中の2月9日に右浅指屈筋損傷ならびに右肘内側側副靱帯損傷で離脱した。この怪我の影響もあり開幕を二軍で迎える。4月6日までに打率.294、2本塁打、8打点の成績を残した。4月7日に前々日に走塁中に左肩を痛めた柳田悠岐に代わり一軍に昇格した。同日の対オリックス・バファローズ戦（福岡PayPayドーム）に「3番・左翼手」として先発出場し、一軍デビューを果たすと、同9日の対埼玉西武ライオンズ戦（ベルーナドーム）では「8番・指名打者」として先発出場し、3回表に隅田知一郎からプロ初安打を放った。8月24日の対東北楽天ゴールデンイーグルス戦（楽天生命パーク宮城）では、「8番・右翼手」で先発出場し、4回表に辛島航からプロ初本塁打を記録した。結局1年目のシーズンは一軍35試合で打率.254、対左投手では打率.293、3本塁打、5打点と好相性を見せたものの、対右投手では打率.192と対左投手より1割以上も低く本塁打・打点ともになしに終わり、右投手攻略が課題に残る形となった。
2023年は、春季キャンプから順調なアピールを続け、「5番・中堅手」として開幕スタメンに抜擢されるが、18打席で無安打と不振に苦しみ4月19日に二軍降格となる。6月3日に再び一軍に合流すると、翌4日の広島東洋カープ戦（マツダスタジアム）でシーズン初安打を放つが、その後は右肩の故障もあり最終的にその1安打に終わり、15試合の出場で打率.039と苦しいシーズンとなった。シーズン終了後は、11月25日から台湾で行われたアジア・ウィンター・リーグに派遣され、17試合に出場し打率.351、2本塁打と打率リーグ3位の好成績を残した。
2024年は7月中旬からは主に「6番・右翼手」として定着。同じ慶應義塾大学出身の柳町達、廣瀨隆太と合わせて活躍し、「慶応トリオ」「慶応3兄弟」とも称された。7月26日のオリックス戦（みずほPayPayドーム福岡）で宮城大弥から2年ぶりの本塁打を放った。8月23日の北海道日本ハムファイターズ戦（エスコンフィールドHOKKAIDO）で10回宮西尚生から決勝ソロ本塁打を放った。10月3日の楽天戦（みずほPayPayドーム福岡）では古謝樹から決勝適時打を放った。同年は80試合に出場し、打率.270、7本塁打、29打点を記録し、4年ぶりのリーグ優勝に貢献した。
2025年は世代交代のためとして開幕戦から「5番・左翼手」として先発出場すると、17試合連続で5番打者として先発出場を続けていたが、4月18日の西武戦（ベルーナドーム）での第2打席で空振りした際に左肩を痛めそのまま交代。翌19日に病院で左肩亜脱臼と診断され、出場登録を抹消された。4月30日に左肩関節バンカート修復術を受け競技復帰まで5 - 6か月の見込みであることが発表された。

## 選手としての特徴・人物
高校時代に通算50本塁打を記録したスラッガー。坂本勇人の動画を参考に、内角球のさばき方を研究している。
同じ慶應高校、慶應大学出身の柳町達と廣瀨隆太とともに「慶応3兄弟」と呼ばれている。

## 詳細情報

### 年度別打撃成績
| 年 度     | 球 団        | 試 合 | 打 席 | 打 数 | 得 点 | 安 打 | 二 塁 打 | 三 塁 打 | 本 塁 打 | 塁 打 | 打 点 | 盗 塁 | 盗 塁 死 | 犠 打 | 犠 飛 | 四 球 | 敬 遠 | 死 球 | 三 振 | 併 殺 打 | 打 率 | 出 塁 率 | 長 打 率 | O P S |
| --------- | ------------ | ----- | ----- | ----- | ----- | ----- | -------- | -------- | -------- | ----- | ----- | ----- | -------- | ----- | ----- | ----- | ----- | ----- | ----- | -------- | ----- | -------- | -------- | ----- |
| 2022      | ソフトバンク | 35    | 80    | 67    | 6     | 17    | 4        | 0        | 3        | 30    | 5     | 0     | 0        | 1     | 0     | 10    | 0     | 2     | 24    | 1        | .254  | .367     | .448     | .815  |
| 2023      | ソフトバンク | 15    | 30    | 26    | 2     | 1     | 0        | 0        | 0        | 1     | 1     | 0     | 0        | 0     | 0     | 3     | 0     | 1     | 10    | 0        | .039  | .167     | .039     | .205  |
| 2024      | ソフトバンク | 80    | 282   | 263   | 21    | 71    | 21       | 0        | 7        | 113   | 29    | 1     | 0        | 1     | 2     | 11    | 0     | 5     | 65    | 4        | .270  | .310     | .430     | .739  |
| 通算：3年 | 通算：3年    | 130   | 392   | 356   | 29    | 89    | 25       | 0        | 10       | 144   | 35    | 1     | 0        | 2     | 2     | 24    | 0     | 8     | 99    | 5        | .250  | .310     | .404     | .715  |

- 2024年シーズン終了時

### 年度別守備成績
内野守備
| 年 度 | 球 団        | 一塁  | 一塁  | 一塁  | 一塁  | 一塁  | 一塁     |
| 年 度 | 球 団        | 試 合 | 刺 殺 | 補 殺 | 失 策 | 併 殺 | 守 備 率 |
| ----- | ------------ | ----- | ----- | ----- | ----- | ----- | -------- |
| 2022  | ソフトバンク | 1     | 2     | 1     | 0     | 1     | 1.000    |
| 2024  | ソフトバンク | 8     | 29    | 2     | 1     | 4     | .969     |
| 通算  | 通算         | 9     | 31    | 3     | 1     | 5     | .971     |

外野守備
| 年 度 | 球 団        | 外野  | 外野  | 外野  | 外野  | 外野  | 外野     |
| 年 度 | 球 団        | 試 合 | 刺 殺 | 補 殺 | 失 策 | 併 殺 | 守 備 率 |
| ----- | ------------ | ----- | ----- | ----- | ----- | ----- | -------- |
| 2022  | ソフトバンク | 26    | 31    | 2     | 1     | 0     | .971     |
| 2023  | ソフトバンク | 10    | 16    | 0     | 1     | 0     | .941     |
| 2024  | ソフトバンク | 71    | 119   | 1     | 1     | 0     | .992     |
| 通算  | 通算         | 107   | 166   | 3     | 3     | 0     | .983     |

- 2024年度シーズン終了時

### 記録
初記録
- 初出場・初先発出場：2022年4月7日、対オリックス・バファローズ3回戦（福岡PayPayドーム）、「3番・左翼手」で先発出場[13]
- 初打席：同上、1回裏に山﨑福也から捕飛[13]
- 初安打：2022年4月9日、対埼玉西武ライオンズ2回戦（ベルーナドーム）、3回表に隅田知一郎から左前安打[14]
- 初本塁打・初打点：2022年8月24日、対東北楽天ゴールデンイーグルス17回戦（楽天生命パーク宮城）、4回表に辛島航から左越ソロ[15]
- 初盗塁：2024年7月26日、対オリックス・バファローズ13回戦（みずほPayPayドーム福岡）、4回裏に二盗（投手：宮城大弥、捕手：森友哉）

### 背番号
- 31（2022年[10] - ）

### 登場曲
- 「walking with you」Novelbright（2022年）
- 「Tie Me Down」Griffin, Elley Duhé（2022年 - ）
- 「2002」Anne-Marie（2022年 - ）
- 「雑草」ベリーグッドマン（2023年 - ）
- 「ichiban」King & Prince（2023年 - ）